# Liste von Persönlichkeiten aus Ostwestfalen-Lippe
Diese Liste von Persönlichkeiten aus Ostwestfalen-Lippe enthält in Ostwestfalen-Lippe geborene Persönlichkeiten. Ob sie im Weiteren in der Region gewirkt haben, ist ohne Belang. Die Liste erhebt keinen Anspruch auf Vollständigkeit.

## Politiker
- Burkhard Balz, Politiker (CDU), (* 1969 in Lemgo)
- August Berlin, Politiker (SPD), (* 1910 in Lemgo)
- Ursula Bolte, Politikerin (SPD), (* 1944 in Brockhagen)
- Georg von Borries senior Landrat des preußischen Kreises Herford in Westfalen, (* 1811 auf Gut Steinlacke, Kirchlengern)
- Rudolf von Borries, Regierungsbeamter und Politiker, (* 1843 auf Gut Steinlacke, Kirchlengern)
- Klaus Brandner, Politiker (SPD), (* 1949 in Kalletal)
- Michael Brinkmeier, Politiker (CDU), (* 1968 in Neuenkirchen)
- Johannes Brockmann, Politiker (Zentrumspartei), (* 1888 in Paderborn)
- Elmar Brok, Europapolitiker (CDU), (* 1946 in Verl)
- Edelgard Bulmahn, Politikerin (SPD), (* 1951 in Petershagen)
- Wolf-Michael Catenhusen, Politiker (SPD), (* 1945 in Höxter)
- Christian Dahm, Politiker (SPD), (* 1963 in Herford)
- Hubert Deittert, Politiker (CDU), (* 1941 in Neuenkirchen)
- Heinrich Dreyer, Politiker (CDU), (* 1935 in Mennighüffen)
- Monika Düker, Politikerin (Bündnis 90/Die Grünen), (* 1963 in Höxter)
- Elfriede Eilers, Politikerin (SPD), (* 1921 in Bielefeld)
- Wiebke Esdar, Politikerin (SPD), (* 11. Februar 1984 in Bielefeld)
- Friedhelm Farthmann, Politiker (SPD), (* 1930 in Bad Oeynhausen)
- Reinhard Göhner, Politiker (CDU), (* 1953 in Bünde)
- Friedrich-Wilhelm Graefe zu Baringdorf, Politiker (Bündnis 90/Die Grünen), (* 1949 in Spenge)
- Hermann Höpker-Aschoff, Politiker (DDP/FDP) und Jurist, (* 1883 in Herford)
- Axel Horstmann, Volkswirt und Politiker (SPD), (* 1954 in Enger)
- Fritz Husemann, Politiker (SPD), (* 1873 in Leopoldstal)
- Arndt Klocke, Politiker (Bündnis 90/Die Grünen), (* 1971 in Bad Oeynhausen)
- Hermann Kohlhase, Politiker (FDP), (* 1906 in Bielefeld)
- Karl Kreft, Politiker (DNVP), Mitglied der Weimarer Nationalversammlung, (* 1879 in Kirchlengern)
- Sabine Leutheusser-Schnarrenberger, Politikerin (FDP), (* 1951 in Minden)
- Ernst Heinrich Lindemann, Politiker, Bürgermeister von Essen, Oberbürgermeister von Düsseldorf und Dortmund, (* 1833 in Kirchlengern)
- Carsten Linnemann, Politiker (CDU), (* 1977 in Paderborn)
- Friederike Nadig, Politikerin (SPD), (* 1897 in Herford)
- Moritz Leopold Petri, Politiker, Schriftsteller, Richter und Stadtverordnetenvorsitzender in Detmold, (* 1802 in Lage)
- Achim Post, Politiker, (SPD / Sozialdemokratische Partei Europas), MdB, (* 1959 in Rahden)
- Wilhelm Priesmeier, Politiker (SPD), (* 1954 in Rahden)
- Karl Theodor Reinhold, Politiker, Volks- und Staatswissenschaftler, (* 1849 in Vlotho)
- Mechtild Rothe, Europapolitikerin (SPD), (* 1947 in Paderborn)
- Ute Schäfer, Politikerin (SPD), (* 1954 in Lage)
- Guntram Schneider, Politiker (SPD) und Gewerkschafter, (* 1951 in Isselhorst)
- Gerhard Schröder, Politiker (SPD), (* 1944 in Mossenberg)
- Stefan Schwartze, Politiker (SPD), (* 1974 in Bad Oeynhausen)
- Gisela Schwerdt, Politikerin (FDP) und Präsidentin Arminia Bielefeld, (* 1917 in Bielefeld)
- Klaus Schwickert, Politiker (SPD), (* 1931 in Brackwede, heute Stadtteil von Bielefeld)
- Hans Schwier, Politiker (SPD), (* 1926 in Lerbeck)
- Carl Severing, Politiker (SPD), (* 1875 in Herford)
- Barbara Sommer, Politikerin (CDU), (* 1948 in Bielefeld)
- Karl Steinhoff, Politiker (SED), (* 1892 in Herford)
- Frank-Walter Steinmeier, Politiker (SPD), (* 1956 in Detmold)
- Gottfried Treviranus, Politiker (DNVP), (* 1891 in Schieder)
- Antje Vollmer, Politikerin (Bündnis 90/Die Grünen), (* 1943 in Lübbecke)
- Gerhard Wattenberg, Politiker (SPD), (* 1926 in Valdorf)
- Marianne Weber, Politikerin (DDP), Frauenrechtlerin und Rechtshistorikerin, (* 1870 in Oerlinghausen)
- Alice Elisabeth Weidel, Politikerin (AfD), (* 1979 in Gütersloh)
- Rainer Wend, Politiker (SPD), (* 1954 in Gütersloh)
- Andreas Wiebe, Politiker (Bündnis 90/Die Grünen), (* 1957 in Bielefeld)
- Elke Wülfing, Politikerin (CDU), (* 1947 in Herford)

## Maler, Bildhauer, Architekten, Designer, Fotografen
- Heinrich Aldegrever, Kupferstecher, (* 1502 in Paderborn)
- Wolfgang Beltracchi, Maler und Kunstfälscher, (* 1951 in Höxter)
- Meister Bertram, Maler, (* um 1340 bei Minden)
- Peter August Böckstiegel, Maler, (* 1889 in Werther (Westf.))
- Josefthomas Brinkschröder, Maler und Bildhauer, (* 1909 in Paderborn)
- Ferdinand Wilhelm Brune, Architekt, (* 1803 in Halle (Westf.))
- Elisabeth Coester, Glasmalerin, (* 1900 in Rödinghausen)
- Constanza Droop, Kinderbuch-Illustratorin, (* 1965 in Gütersloh)
- Arnold Güldenpfennig, Architekt, (* 1830 in Warburg)
- Petra Kilian, Kostümbildnerin, Mitglied Deutsche Filmakademie, (* 1965 in Lage)
- Hermann Korb, Baumeister des Barock, (* 1656 in Lügde)
- Til Mette, Cartoonist und Maler, (* 1956 in Bielefeld)
- Eduard Micus, bildender Künstler, (* 1925 in Höxter)
- Berthold Müller-Oerlinghausen, Bildhauer, (* 1893 in Oerlinghausen)
- Franz Christoph Nagel, Baumeister des Barock, (* 1699 in Rietberg)
- Jürgen O. Olbrich, Künstler, (* 1955 in Bielefeld)
- Jacob Pins, Maler und Grafiker, (* 1917 in Höxter)
- Daniel Pöppelmann, Baumeister, (* 1662 in Herford)
- Peter Pöppelmann, Bildhauer und Zeichner, (* 1866 in Harsewinkel)
- Josef Rikus, Bildhauer, (* 1923 in Paderborn)
- Johann Christoph Rincklake, Maler, (* 1764 in Harsewinkel)
- Johann Georg Rudolphi, Maler, (* 1633 in Brakel)
- Ralph Ruthe, Cartoonist und Autor, (* 1972 in Bielefeld)
- Jörg Sasse, Fotograf, (* 1962 in Bad Salzuflen)
- Jan Philip Scheibe,  Künstler, (* 1972 in Lemgo)
- Johann Conrad Schlaun, Architekt, (* 1695 in Warburg-Nörde)
- Pientia Selhorst, Malerin und Missionarin, (* 1914 in Rietberg)
- Bernhard Sprute, Künstler, (* 1949 in Detmold)
- Horst Tappe, Fotograf, (* 1938 in Gütersloh)
- Wilhelm Tophinke, Bildhauer, (* 1892 in Clarholz)
- Adrian Wewer, Kirchenbauer, (* 1832 in Harsewinkel)
- Kaspar von Zumbusch, Bildhauer, (* 1830 in Herzebrock)

## Dichter, Schriftsteller und Journalisten
- Hajo Banzhaf, Autor und Tarotexperte, (* 1949 in Gütersloh)
- Bert Brune, Schriftsteller, (* 1943 in Büren)
- Christian Konrad Wilhelm von Dohm, Schriftsteller und Diplomat, (* 1751 in Lemgo)
- Wiglaf Droste, Satiriker und Schriftsteller, (* 1961 in Herford)
- Ferdinand Freiligrath, Dichter, (* 1810 in Detmold)
- Bernd Gieseking, Kabarettist, Buch- und Kinderbuchautor, (* 1958 in Minden-Kutenhausen)
- Arie Goral-Sternheim, Schriftsteller und Publizist, (* 1909 in Rheda)
- Christian Dietrich Grabbe, Dramatiker, (* 1801 in Detmold)
- Peter Hahne, Publizist und Theologe, (* 1952 in Minden)
- Peter Hille, Schriftsteller, (* 1854 in Nieheim-Erwitzen)
- Ulf-Dieter Klemm, Autor, Übersetzer, Diplomat (u. a. Botschafter in Marokko), (* 1946 in Höxter)
- Hertha Koenig, Lyrikerin, (* 1884 auf Gut Böckel in Rödinghausen)
- Theodor Kornfeld, Dichter, (* 1636 in Herford)
- Uwe Kröger (Journalist), Fernsehjournalist, (* 1943 in Versmold)
- Thomas Krüger, Lyriker und Kinderbuchautor, (* 1962 in Löhne)
- Hera Lind, Schriftstellerin, (* 1957 in Bielefeld)
- Thomas R. P. Mielke, Science-Fiction-Autor, (* 1940 in Detmold)
- Anja Niedringhaus, Foto-Journalistin, (* 1965 in Höxter)
- Judith Rakers, Journalistin, (* 1976 in Paderborn)
- Elisabet van Randenborgh, Schriftstellerin, (* 1893 in Bielefeld)
- Karla Raveh, (geborene Frenkel); Autorin, Überlebende des Holocaust, (* Mai 1927 in Lemgo)
- Bernhard Schlink, Jurist und Schriftsteller, (* 1944 in Bielefeld-Großdornberg)
- Stephan Selhorst, Kunsthistoriker und Journalist (* 1913 in Rietberg i. Westf.)
- Dieter Thoma, Journalist und Moderator, (* 1927 in Paderborn)
- Georgia Tornow, Journalistin, Ehefrau des Fernsehjournalisten und Moderator Ulrich Meyer, (* 1948 in Vlotho)
- Hans-Ulrich Treichel, Schriftsteller und Germanist, (* 1952 in Versmold)
- Annette Weber, Autorin von Kinder- und Jugendliteratur, (* 1956 in Lemgo)
- Friedrich Wilhelm Weber, Dichter, (* 1813 in Bad Driburg-Alhausen)
- Georg Weerth, Dichter, (* 1822 in Detmold)
- Jens Westerbeck, Schriftsteller, Fernsehautor und Gagschreiber, (* 1977 in Bünde)
- Silke Zertz, Drehbuchautorin, deutsche Fernsehpreisträgerin, (* 1966 in Lemgo)

## Komponisten, Sänger und Musiker
- Ralf Arnie, Schlager-Komponist, (* 1924 in Löhne)
- Bernd Begemann, Musiker und Sänger, (* 1962 in Bad Salzuflen)
- Casper, Musiker, Rapper, (* 1982 in Extertal)
- Sophie Crüwell, Opernsängerin, (* 1826 in Bielefeld)
- Curse, Musiker, Rapper, (* 1978 in Minden)
- Jochen Distelmeyer, Musiker, (* 1967 in Bielefeld)
- Helmut Finke, Musiker, Instrumentenbauer und Unternehmer, (* 1923 in Herford)
- Gunter Gabriel, Schlagersänger, Texter und Komponist, (* 1942 in Bünde; † 2017 in Hannover)
- Marian Gold (bürgerlich Hartwig Schierbaum), Musiker, (* 1954 in Herford)
- Christhard Gössling, Posaunist, (* 1957 in Höxter)
- Hans Werner Henze, Komponist, (* 1926 in Gütersloh)
- Hans Ulrich Humpert, Komponist, (* 1940 in Paderborn)
- Bernadette La Hengst, Musikerin, (* 1967 in Bad Salzuflen)
- Heinz Rudolf Kunze, Musiker, (* 1956 in Espelkamp)
- Sebastian Krämer, Chansonnier, (* 1975 in Bad Oeynhausen)
- Bernhard Lloyd (bürgerlich: Bernd Gössling), Musiker, (* 1960 in Enger)
- Thomas Meyer-Fiebig, Komponist und Organist, (* 1949 in Bielefeld)
- Peter Orloff, Schlagersänger und -produzent, (* 1947 in Lemgo)
- Roland Ploeger, Komponist, Organist und Musik-Professor, (* 1928 in Oerlinghausen)
- Ingo Pohlmann, Popmusiker, (* 1972 in Rheda-Wiedenbrück)
- Ernst August Quelle, Komponist, (* 1931 in Herford)
- Uwe Banton, bürgerl. Uwe „Banton“ Schäfer, Reggae-Sänger, (* 1966 in Lage)
- Frank Spilker, Musiker, (* 1966 in Herford)
- Tujamo (bürgerlich Matthias Richter), DJ und Produzent, (* 1988 in Detmold)
- Christopher Uhe, Musiker und Produzent, (* 1968 in Detmold)
- Hannes Wader, Liedermacher, (* 1942 in Bielefeld (Hoberge-Uerentrup))
- Eberhard Werdin, Komponist, (* 1911 in Spenge)
- Lars Woldt, Bassist, (* 1972 in Herford)
- Anna-Maria Zimmermann, Schlagersängerin, (* 1988 in Gütersloh)

## Schauspieler, Komödianten und Moderatoren
- Asso Richter (bürgerlich Klaus-Dieter Richter), Autor, Radio-Comedian, Schauspieler, Sprecher und Musiker (* 1955 in Herford)
- Abdelkarim (bürgerlich Abdelkarim Zemhoute), Kabarettist und Fernsehmoderator, (* 1981 in Bielefeld)
- Diana Amft, Schauspielerin, (* 1975 in Gütersloh)
- Pinar Atalay, Radio- und Fernsehmoderatorin, ehemalige Moderatorin der Tagesthemen der ARD, (* 1978 in Lemgo)
- Iris Berben, Schauspielerin, (* 1950 in Detmold)
- Martin Bretschneider, Schauspieler, (* 1974 in Bielefeld)
- Lennert Brinkhoff, Moderator, (* 1984 in Bielefeld)
- Stephan Buchheim, Journalist, Moderator und Synchronsprecher, (* 1963 in Lemgo)
- Ehrlich Brothers, bestehend aus den Brüdern Andreas Ehrlich (* 1978 in Herford, als Andreas Reinelt) und Christian Ehrlich (* 1982 in Herford als Christian Reinelt), sind ein deutsches Zauberkünstler-Duo und offizielle RID-Weltrekordhalter
- Mareike Fell, Schauspielerin, (* 1975 in Detmold)
- Albert Florath, Schauspieler, (* 1888 in Bielefeld)
- Hans-Hermann Gockel, Fernsehmoderator, (* 1954 in Bielefeld)
- Simon Gosejohann, Komiker, (* 1976 in Gütersloh)
- Thilo Gosejohann, Regisseur, (* 1971 in Gütersloh)
- Konstantin Graudus, Schauspieler, (* 1965 in Gütersloh)
- Marco Hagemann, Sportkommentator, (* 1976 in Gütersloh)
- Eva Haßmann, Schauspielerin, Ehefrau von Otto Waalkes, (* 1972 in Herford)
- Sebastian Hellmann, Fernsehmoderator und -Kommentator, (* 1967 in Bielefeld)
- Ralph Herforth, Schauspieler, (* 1960 in Herford)
- Rüdiger Hoffmann, Komiker, (* 1964 in Paderborn)
- Wolf Danny Homann, Schauspieler, (* 1990 in Bielefeld)
- Isabell Horn, Schauspielerin, Musicaldarstellerin und Moderatorin, (* 1983 in Bielefeld)
- Sebastian Jäger, Schauspieler, Singer-Songwriter und Model, (* 1981 in Herford)
- Rolf Kanies, Film- und Theaterschauspieler, (* 1957 in Bielefeld)
- Birgit Lechtermann, Fernsehmoderatorin, (* 1960 in Gütersloh)
- Sandra S. Leonhard, Schauspielerin, (* 1976 in Gütersloh)
- Jürgen von der Lippe, Fernsehmoderator und Komiker, (* 1948 in Bad Salzuflen)
- Maria Litto, Schauspielerin und Tänzerin, (* 1919 in Höxter-Ovenhausen)
- Andreas Lukoschik, Fernsehmoderator und Schauspieler, (* 1953 in Bad Salzuflen)
- Ingolf Lück, Komiker, (* 1958 in Bielefeld)
- Thorsten Nindel, Schauspieler, (* 1964 in Höxter)
- Matthias Opdenhövel, Moderator, (* 1970 in Detmold)
- Ingo Oschmann, Komiker, (* 1969 in Bielefeld)
- Florian Panzner,Schauspieler, (* 1976 in Bielefeld)
- Hans Quest, Schauspieler und Regisseur, (* 1919 in Herford)
- Patricia Schäfer, Schauspielerin, (* 1967 in Bielefeld)
- Dagmar Schönleber, Comedian, (* 1973 in Lemgo)
- Jana Schulz, Theater- und Filmschauspielerin, (* 1977 in Bielefeld)
- Siegfried Schürenberg, Schauspieler, (* 1900 in Detmold)
- Karl Senne, TV-Moderator und Entertainer, (* 1934 in Petershagen)
- Ludger Stratmann, Komiker, (* 1948 in Verl)
- Aylin Tezel, Schauspielerin und Tänzerin, (* 1983 in Bünde)
- Udo Vioff, Schauspieler, (* 1932 in Detmold)
- Gerd Wameling, Theater- und Filmschauspieler und Synchronsprecher, (* 1948 in Paderborn)
- Kathy Weber, Fernsehmoderatorin, (* 1980 in Steinheim)
- Oliver Welke, Komiker und Fernsehmoderator, (* 1966 in Bielefeld)
- Ulrich Wildgruber, Schauspieler, (* 1937 in Bielefeld)
- Wotan Wilke Möhring, Schauspieler und Musiker, (* 1967 in Detmold)
- Michael Wittenborn, Theater-, Film- und Fernseh-Schauspieler, (* 1953 in Bielefeld)
- Wittus Witt, Zauberkünstler, Autor und Galerist (* 1949 in Versmold-Bockhorst)
- Tine Wittler, Fernsehmoderatorin, Schriftstellerin, Filmproduzentin, Schauspielerin, Sängerin, Künstlerin, (* 1973 in Rahden)
- Gustav Peter Wöhler, Schauspieler, Sänger und Hörspielsprecher, (* 1956 in Bielefeld)
- Susanne Wolff, Theater- und Filmschauspielerin, (* 1972 in Bielefeld)
- Monika Zinnenberg, Schauspielerin und Regisseurin, (* 1943 in Lahde)

## Wissenschaftler, Forscher, Ingenieure, Erfinder
- Walter Baade, Astronom und Astrophysiker, (* 1893 in Schröttinghausen (Preußisch Oldendorf))
- Friedrich Wilhelm Bessel, Astronom, Mathematiker und Geodät, (* 1784 in Minden)
- Carl Bobe, Erfinder des Postleitzahlsystems, (* 1873 in Oerlinghausen)
- Thomas Carell, Chemiker, (* 1966 in Bad Salzuflen)
- Hans-Heinz Emons, Chemiker und Politiker (SED), (* 1930 in Herford)
- Werner Franke, Zell- und Molekularbiologie sowie Dopingexperte, (* 1940 in Paderborn)
- Ute Frevert, Historikerin, (* 1954 in Schötmar)
- Manfred Fuhrmann, Altphilologe, (* 1925 in Hiddesen)
- Erich Gutenberg, Wirtschaftswissenschaftler, (* 1897 in Herford)
- Wilhelm Haarmann, Chemiker (erste Synthese von Vanillin), (* 1847 in Holzminden)
- Helmut Hesse, Ökonom, (* 1934 in Bielefeld)
- Klaus Hildebrand, Historiker, (* 1941 in Bielefeld)
- Luise Holzapfel, Chemikerin, (* 1900 in Höxter)
- Hermann von Höxter, Professor der Medizin, (* um 1370 vermutlich in Westheim)
- Engelbert Kaempfer, Forschungsreisender und Begründer der Japanologie, (* 1651 in Lemgo)
- Lothar Lammers, Erfinder (entwickelte 1955 das Lottospiel 6 aus 49), (* 1926 in Höxter)
- Reinhard Maack, Tropenforscher, (* 1892 in Herford)
- Joseph Massolle, Ingenieur für Filmtontechnik, (* 1889 in Bielefeld)
- Gottfried Möllenstedt, Physiker und Rektor der Universität Tübingen (* 1912 in Versmold, † 1997 in Tübingen)
- Gerhard Friedrich Müller, Historiker und Sibirien-Forscher, (* 1705 in Herford)
- Reiner Reineccius, Historiker, (* 1541 in Steinheim)
- Heinrich Adolf Rinne, Otologe, publizierte 1855 den nach ihm benannten Rinne-Versuch, (* 1819 in Vlotho)
- Max Rubensohn, Altphilologe und Literaturhistoriker, (* 1864 in Höxter)
- Bernhard Schäffer, Mechaniker, Erfinder und Fabrikant, (* 1823 in Löhne-Gohfeld)
- Johann Schröder, Arzt, (* 1600 in Salzuflen), Verfasser des „Artzney-Schatz“, dem wichtigsten Arzneibuch des 17. Jahrhunderts im deutschsprachigen Raum.
- Jörg Schröder, Bauingenieur und Hochschullehrer, (* 1964 in Höxter)
- Angelika Schwabe-Kratochwil, Botanikerin, (* 1950 in Bielefeld)
- Friedrich Wilhelm Adam Sertürner, Apotheker und Entdecker des Morphiums, (* 1783 in Schloß Neuhaus)
- Hans-Werner Sinn, Ökonom, (* 7. März 1948 in Brake bei Bielefeld)
- Peter Steinbach, Historiker und Politikwissenschaftler, (* 1948 in Lage)
- Rudolf Stichweh, Soziologe, (* 1951 in Lemgo)
- Ignaz Urban, Botaniker, (* 1848 in Warburg)
- Hermann Vöchting, Botaniker, (* 1847 in Blomberg)
- Hans Wagener, Germanist, (* 1940 in Lage)
- Franz Walter, Politikwissenschaftler und Professor für Politikwissenschaft, (* 1956 in Steinheim)
- Jürgen Jasperneite, Ingenieur und Professor, (* 1964 in Nieheim)
- Jörg Wrachtrup, Physiker, (* 1961 in Herford)
- Hanna-Maria Zippelius, Ethnologin, (* 1922 in Detmold)
- Leopold Zunz, Wissenschaftler, Begründer der Judaistik, (* 1794 in Detmold)

## Unternehmer
- Carl Bertelsmann, Drucker und Verleger, (* 1791 in Gütersloh)
- Friedrich Wilhelm Christians, Bankier, (* 1922 in Paderborn, † 2004)
- August Claas, Unternehmer, (* 1887 in Clarholz, † 1982)
- Helmut Claas, Unternehmer, (* 1926 in Harsewinkel)
- Conrad Wilhelm Delius, Unternehmer, (* 1807, † 1897 in Versmold)
- Michael Diekmann, Unternehmer, (* 1954 in Bielefeld)
- Johann Füchting, Lübecker Kaufmann und Mäzen, (* 1571 in Rietberg)
- Florenz-Ludwig Heidsieck, Champagnerproduzent, (* 1749 in Borgholzhausen)
- Sophie Henschel, Fabrikantin, (* 1841 in Porta Westfalica)
- Johannes Klasing, Verleger, (* 1846 in Bielefeld)
- Adolf Maass, Unternehmer und Kaufmann, Teilhaber von Kühne + Nagel, (* 1875 in Borgholzhausen)
- Carl Miele sen., Konstrukteur und Industrieller, (* 1869 in Herzebrock)
- Markus Miele, Unternehmer, (* 1968 in Gütersloh)
- Rudolf Miele, Unternehmer, (* 1929 in Gütersloh)
- Heinrich Mohn, Verleger, (* 1885 in Gütersloh)
- Liz Mohn, Unternehmerin, (* 1941 in Wiedenbrück)
- Reinhard Mohn, Unternehmer, (* 1921 in Gütersloh)
- Kurt Nagel jun., Unternehmer, Nagel-Group, (* 1962)
- Heinz Nixdorf, Unternehmer, (* 1925 in Paderborn)
- Rudolf-August Oetker, Unternehmer, (* 1916 in Bielefeld)
- Richard Oetker, Unternehmer, (* 1951 in Bielefeld)
- Friedrich Adolf Richter, Erfinder der Anker-Steinbaukästen, (* 1846 in Herford)
- Heinz Schürmann, Unternehmer, (Schüco), (Granini), (* 1922 in Porta Westfalica (Stadt))
- Julius Tielbürger, Unternehmer und Erfinder, (* 1919 in Stemwede – Oppenwehe)
- Clemens Tönnies, Unternehmer und Sportfunktionär, (* 1956 in Rheda)
- August Velhagen, Verleger, (* 1809 in Quernheim)
- Wilhelm Vortmeyer, Unternehmer, Fabrikant, Kommunalpolitiker und Stadtvorsteher, (* 1866 in Harlinghausen (Preußisch Oldendorf))
- Sarah Wiener, Unternehmerin, Fernsehköchin und Autorin, (* 1962 in Halle/Westfalen)
- Siegbert Wortmann, Unternehmer, (Wortmann AG), (* 1955 in Hüllhorst)
- Reinhard Zinkann junior, Unternehmer (Miele), (* 1959 in Gütersloh)

## Theologen
- Wilhelm Anton von der Asseburg, Bischof von Paderborn, (* 1707 auf Schloss Hinnenburg bei Brakel)
- Franz-Josef Bode, Bischof von Osnabrück, (* 1951 in Paderborn)
- Friedrich von Bodelschwingh der Jüngere, Theologe und Leiter von Bethel, (* 1877 in Bielefeld)
- Johann Botsack, evangelischer Theologe, (* 1600 in Herford)
- Peter Heinrich Brincker, Missionar in Deutsch-Südwestafrika, (* 1836 in Gütersloh-Isselhorst)
- Johannes Friedrich, Bischof der VELKD, (* 1948 in Bielefeld-Gadderbaum)
- Samson Hochfeld, Rabbiner und Gelehrter (bedeutender Repräsentant des liberalen Reformjudentums), (* 1871 in Höxter)
- Josef Homeyer, Bischof von Hildesheim, (* 1929 in Harsewinkel)
- Wilhelm Leber, Kirchenführer, (* 1947 in Herford)
- Hugo Makibi Enomiya-Lassalle, Jesuit und Zen-Meister, (* 1898 auf Gut Externbrock bei Nieheim)
- Petrus Legge, Bischof von Meißen, (* 1882 in Brakel)
- Pauline von Mallinckrodt, Ordensgründerin, (* 1817 in Minden)
- Ludwig Müller, Reichsbischof der DEK, (* 1883 in Gütersloh)
- Gobelin Person, Historiker und Kirchenreformer, (* 1358 in Paderborn)
- Hermann Schalück, Generalminister der Franziskaner, (* 1939 in St. Vit)
- Joseph Schäfers, katholischer Theologe, (* 1878 in Salzkotten)
- Hans Schöttler, protestantischer Geistlicher, (* 1861 in Gütersloh)
- Vitus Georg Tönnemann, Jesuit im Dienste der römisch-deutschen Kaiser Leopold I. und Karl VI, (* 1659 in Höxter in der Fürstabtei Corvey)
- Johann Heinrich Volkening, lutherischer Pfarrer, Kopf der Minden-Ravensberger Erweckungsbewegung, (* 1796 in Hille; † 1877 in Holzhausen)
- Karl-Heinz Wiesemann, Weihbischof in Paderborn, (* 1960 in Herford)
- Andreas Lange, Lutherischer Superintendent in Lippe, (* 1964 in Höxter)

## Sportler
- Martin Amedick, Fußballspieler, (* 1982 in Delbrück)
- Sven Authorsen, Eiskunstläufer, (* 1967 in Gütersloh)
- Ludger Beerbaum, Springreiter, (* 1963 in Detmold)
- Andre Begemann, Tennisspieler, (* 1984 in Lemgo)
- Frank von Behren, Handballspieler und Handballfunktionär, (* 1976 in Hille)
- Dieter Brei, Fußballspieler und -trainer, (* 1950 in Verl)
- Till Brinkmann, Fußballtorhüter, (* 1995 in Paderborn)
- Diego Demme, Fußballspieler, (* 1991 in Herford)
- Hendrik Dreekmann, Tennisspieler, (* 1975 in Bielefeld)
- Martin Driller, Fußballer, (* 1970 in Paderborn)
- Ralf Ehrenbrink, Vielseitigkeitsreiter, (* 1960 in Bielefeld)
- Yves Eigenrauch, Fußballer, (* 1971 in Minden)
- Sabine Ellerbrock, Rollstuhltennisspielerin, (* 1975 in Bielefeld)
- Kirstin Freye, Tennisspielerin, (* 1975 in Herford)
- Arne Friedrich, Fußballer, (* 1979 in Bad Oeynhausen)
- Frank Geideck, Fußballspieler und -trainer, (* 1967 in Bielefeld)
- Markus Gellhaus, Fußballspieler und -trainer, (* 1970 in Detmold)
- Lena Goeßling, Fußballspielerin, deutsche Nationalspielerin, (* 1986 in Bielefeld)
- Andreas Golombek, Fußballspieler und -trainer, (* 1968 in Amshausen)
- Bernd Haake, Eishockeytrainer, (* 1948 in Bielefeld)
- Olaf Hampel, Bobfahrer, zweifacher Olympiasieger, (* 1965 in Bielefeld)
- Ingrid Hartmann, Kanutin, (* 1930 in Bad Salzuflen)
- Thomas von Heesen, Fußballspieler und -trainer, (* 1961 in Höxter-Albaxen)
- Thomas Helmer, Fußballer, (* 1965 in Herford)
- Michael Henke, Fußballspieler und -trainer, (* 1957 in Büren)
- Rolf Hermann, Handballnationalspieler, (* 1981 in Lübbecke)
- Hans Hüneke, Leichtathlet und Olympiateilnehmer, (* 1934 in Schwalenberg)
- Otto Höxtermann, Fußballspieler und -trainer, (* 1912 in Paderborn)
- Uwe Hünemeier, Fußballer, (* 1986 in Rietberg)
- Peter Ingenhaag, Fallschirmspringer, Deutscher Meister 2019 (* 1983 in Lemgo)
- Bernd Kirchner, Fußballspieler, (* 1944 in Bielefeld)
- Peter Klein, Leichtathlet, (* 1959 in Schötmar)
- Hans-Jörg Klindt, Handballtrainer, Lehrer und ehemaliger Handballspieler, (* 1961 in Bielefeld)
- Lukas Kruse, Fußballtorwart, (* 1983 in Paderborn)
- Günter Kutowski, Fußballspieler, (* 1965 in Paderborn)
- Reinhard Libuda, Fußballer, (* 1943 in Dörentrup-Wendlinghausen)
- Ewald Lienen, Fußballspieler und -trainer, (* 1953 in Schloß Holte-Stukenbrock-Liemke)
- Jörg Ludewig, Radrennfahrer, (* 1975 in Halle (Westf.))
- Anja Monke, Golferin, (* 1977 in Herford)
- Sven Montgomery, Radrennfahrer, (* 1976 in Detmold)
- Hermann Paul Müller, Rennfahrer, (* 1909 in Bielefeld)
- David Odonkor, Fußballer, (* 1984 in Bünde)
- Louis Paulsen, Schachspieler, (* 1833 bei Blomberg)
- Reiner Plaßhenrich, Fußballer, (* 1976 Paderborn)
- Felix Platte, Fußballspieler, (* 1996 in Höxter)
- Marie Pollmann, Fußballspielerin, (* 1989 in Salzkotten)
- Kacper Przybyłko, Fußballspieler, (* 1993 in Bielefeld)
- Mateusz Przybylko, Leichtathlet (Hochsprung), (* 1992 in Bielefeld)
- Helmut Rethemeier, Vielseitigkeitsreiten, (* 1939 in Vlotho)
- Antonio Di Salvo, Fußballer, (* 1979 in Paderborn)
- Hubertus Schmidt, Dressurreiter, Olympiasieger, Weltmeister, Europameister, (* 1959 in Haaren (Bad Wünnenberg))
- Helmut Schröder, Fußballspieler, (* 1958 in Sudhagen)
- Linda Stahl, Speerwerferin, (* 1985 in Steinheim)
- Keanu Staude, Fußballspieler, (* 1997 in Bielefeld)
- Pascal Stenzel, Fußballer, (* 1996 in Bünde)
- Christian Strohdiek, Fußballspieler, (* 1988 in Paderborn)
- Thorsten Stuckmann, Fußballer, (* 1981 in Gütersloh)
- Axel Sundermann, Fußballer, (* 1968 in Lemgo)
- Christina Sussiek, Leichtathletin, (* 1960 in Werther (Westf.))
- Monica Theodorescu, Dressurreiterin, (* 1963 in Halle (Westf.))
- Maik Walpurgis, Fußballtrainer, (* 1973 in Herford)
- Dieter Waltke, Handballspieler, (* 1954 in Hille)
- Alexander Weber, Säbelfechter, (* 1978 in Bielefeld)
- Stefan Wessels, Fußballspieler, Torwart und Fußball-Torwarttrainer, (* 1979 in Rahden)
- Claus-Dieter Wollitz, Fußballer, (* 1965 in Brakel)
- Michael Wollitz, Fußballer, (* 1961 in Brakel)
- Volker Zerbe, Handballer, (* 1968 in Lemgo)
- Louisa Lippmann, Volleyballerin (* 1994 in Herford)

## Andere
- Adolph Bermpohl, Mitbegründer der DGzRS, (* 1833 in Gütersloh)
- Hermann Goehausen, Hexentheoretiker, (* 1593 in Brakel)
- Martin Goldstein, Arzt, Psychotherapeut, Autor und evangelischer Religionslehrer, bekannt als „Dr. Sommer“, (* 1927 Bielefeld)
- Hermine Huntgeburth, Regisseurin, (* 1957 in Paderborn)
- Johannes Kuhlo, „Posaunengeneral“, (* 1856 in Löhne-Gohfeld)
- Christian Lohse, Zwei-Sterne-Koch und Fernsehkoch, (* 1967 in Bad Oeynhausen)
- Mathilde die Heilige, Gemahlin König Heinrichs I., (* um 895 in Enger)
- Lars Montag, Film- und Theaterregisseur, (* 1971 in Bünde)
- Friedrich Murnau, Regisseur, (* 1888 in Bielefeld)
- Rüdiger Nehberg, Survival-Experte und Menschenrechtsaktivist, (* 1935 in Bielefeld)
- Johanna Pelizaeus, Pädagogin, (* 1824 in Rietberg)
- Dietmar Post, Filmregisseur und Labelmacher, (* 1962 in Espelkamp)
- Christina Rau, Politologin und Witwe des Altbundespräsidenten Johannes Rau, (* 1956 in Bielefeld)
- Thilo Graf Rothkirch, Filmproduzent, Drehbuchautor und Regisseur, (* 1948 in Brakel)
- Anke Schäferkordt, Medien-Managerin, (* 1962 in Lemgo)
- Jürgen Stroop, SS-Generalmajor und Vernichter des Warschauer Ghettos, (* 1895 in Detmold)
- Hüseyin Tabak, Filmregisseur, -produzent und Drehbuchautor, (* 1981 in Lemgo)
- Christoph Thoke, Film- und Fernsehproduzent, (* 1960 in Herford)
- Karl Friedrich Titho, SS-Oberstleutnant und Kriegsverbrecher, (* 1911 in Feldrom)
- Heinrich Trettner, Generalinspekteur der Bundeswehr, (* 1907 in Minden)
- Otto Weddigen, Marineoffizier und U-Boot-Kommandant, (* 1882 in Herford)
- Heinz Otto Wehmann, Koch, Kochbuchautor und Fernsehkoch, (* 1955 in Versmold)
- Frank Werneke, Gewerkschafter, (* 1967 in Schloß Holte-Stukenbrock)
- Horst Wessel, Verfasser des Horst-Wessel-Lieds, (* 1907 in Bielefeld)